# الانتقال الرئاسي لباراك أوباما
بدأ الانتقال الرئاسي لباراك أوباما عقب فوزه بالانتخابات الرئاسية في الولايات المتحدة في الرابع من نوفمبر 2008، وأصبح الرئيس المنتخب. انتخب المجمع الانتخابي أوباما رسميًا في الخامس عشر من ديسمبر 2008. وقد جرى التصديق على النتائج من قبل جلسة مشتركة للكونغرس في 8 يناير 2009، وانتهت المرحلة الانتقالية بتنصيب أوباما ظهر يوم 18 يناير 2009 بتوقيت شرق أمريكا.

## تنظيم الانتقال
أُطلق على منظمة أوباما الانتقالية اسم «مشروع أوباما-بايدن الانتقالي». اجتمع فريق الانتقال خلال ذروة الحملة للبدء في الإعداد لإدارة محتملة قبل أن تُعرف النتائج بوقت طويل. كان الفريق برئاسة مشتركة من قِبل جون بودستا، رابع وآخر رئيس موظفي البيت الأبيض والرئيس التنفيذي لمركز التقدم الأمريكي، وفاليري جارت، أحد أطول مستشاري أوباما بقاءً في منصبها، وبيت روس، رئيس موظفي مجلس الشيوخ لتوم داشل الذي خلف رام إيمانويل كرئيس موظفي البيت الأبيض لأوباما.
في 5 نوفمبر، أعلنت إدارة الخدمات العامة أن أوباما هو «الفائز الظاهر» ما يجعله مؤهلاً للحصول على تمويل انتقالي وخدمات حكومية أخرى، ومُنح حق الوصول إلى المقر الرئاسي الانتقالي في عام 2008 في واشنطن العاصمة. قدّر بوديستا أن عملية الانتقال سوف توظف نحو 450 شخصًا بميزانية تبلغ نحو 12 مليون دولار: ستدفع الحكومة الفيدرالية 5,2 مليون دولار، أما المبلغ المتبقي وقدره 6,8 مليون دولار فسوف يُمول من مصادر خاصة، مع اقتصار كل مساهمة على 5,000 دولار. ولن يقبل المشروع الانتقالي المال من لجان العمل السياسي أو جماعات الضغط الفيدرالية.

### الفريق الانتقالي
في 5 نوفمبر، أعلن أوباما عن فريقه الانتقالي الكامل، الذي نُظِّم كمنظمة غير ربحية معفاة من الضرائب بموجب قانون الضرائب الفيدرالي الأميركي 501(c)(4). تألفت الهيئة الاستشارية من كارول براونر، ووليام دالي، وكريستوفر إدلي، ومايكل فرومان، وجوليوس جيناتشوفسكي، ودونالد غيبس، وجانيت نابوليتانو، فيديريكو بينيا، وسوزان رايس، وسونال شاه، مارك غيتنستاين وتيد كوفمان.
وكان من بين كبار موظفي الفريق الانتقالي:
- كريس لو – المدير التنفيذي
- دانيال فايفر – مدير الاتصالات
- ستيفاني كاتر – الناطقة الرسمية[9]
- روبرت جيبس – السكرتير الصحفي
- كاساندرا باتس – المستشارة العامة
- جيم ميسينا – مدير شؤون الموظفين
- باتريك غاسبار – مدير مساعد لشؤون الموظفين
- كريستين إيه. فارني – مستشارة شؤون الموظفين
- ميلودي بارنز– مديرة مشاركة في استعراض الوكالات
- ليزا براون ــ مديرة مشاركة في استعراض الوكالات
- فيل شيليرو – مدير العلاقات مع الكونغرس الأميركي
- مايكل ستراوتمانيس – مدير الاتصال العام والشؤون الحكومية الدولية
- كايتي كايل– مديرة مشاركة في العمليات
- براد كيلي – مدير مشارك في العمليات

ترأس جوشوا غوتباوم ومايكل وارين الفريق الانتقالي التابع لوزارة الخزانة. بالإضافة إلى ذلك، أشرف توماس دونيلون وويندي شيرمان على انتقال وزارة الخارجية. أشرف سيث هاريس على الانتقال في جميع وكالات العمل والتعليم والنقل إلى جانب إدوارد بي. مونتجومري الذي قاد فريق استعراض وكالة وزارة العمل، ومورتيمر إل. داوني الذي يقود فريق ااستعراض وكالة وزارة النقل، وجوديث شيرمان الذي قاد فريق استعراض وكالة وزارة التعليم. وأخيرًا، قاد جون بّي. وايت وميشيل فلورنوي انتقال وزارة الدفاع.

## أنشطة الرئيس المنتخب

### إدارة بوش
في منتصف أكتوبر، عقدت إدارة جورج دبليو بوش مجلسًا ضمَّ 14 عضوًا للتنسيق مع الفريق الانتقالي في الحملة الفائزة وإطلاعه على الحالة. أفادت صحيفة نيويورك تايمز أن رئيس موظفي البيت الأبيض جوشوا بولتن خطط بعد ذلك لتعيين سَبَقه أندرو كارد بغية الإشراف على الأنشطة. في 6 نوفمبر، تلقى أوباما أول تقرير استخباراتي سري من مدير الاستخبارات القومية جون مايكل ماكونيل ومدير وكالة المخابرات المركزية مايكل هايدن.
دعا الرئيس بوش أوباما وفريقه إلى حضور قمة مجموعة العشرين الأولى التي انعقدت في واشنطن دي سي في الفترة بين الخامس عشر إلى العشرين من نوفمبر 2008 بهدف تقديم أوباما إلى أكثر من 20 من زعماء العالم الذين حضروا الحدث. لكن أوباما لم يأتِ، وعوضًا عن ذلك، أرسل فريقه الانتقالي النائب الجمهوري السابق جيم ليتش ووزيرة الخارجية السابقة مادلين أولبرايت للاجتماع برؤساء الدول. كان من المتوقع أن يخاطب أوباما قمة الأمم المتحدة بشأن الاحترار العالمي في بولندا في ديسمبر أو يسمح لمندوب مثل آل جور بحضور القمة وتمثيل سياساته.
في 10 نوفمبر، سافر أوباما إلى البيت الأبيض والتقى بالرئيس بوش لمناقشة قضايا الانتقال، بينما أخذت السيدة الأولى لورا بوش زوجته ميشيل في جولة في القصر. ذكرت شبكة إن بي سي الإخبارية أن أوباما عرض أجندته الاقتصادية أمام بوش، وطلب منه أن يحاول تمرير حزمة تحفيز في جلسة البطة العرجاء للكونغرس قبل التنصيب. وحث بوش على تسريع صرف 25 مليار دولار من الأموال لإنقاذ صناعة السيارات وأعرب عن قلقه من فقدان المزيد من الأميركيين لمساكنهم مع زيادة معدلات الرهن العقاري مرة أخرى.
يُقال إن إدارة بوش خرجت عن مسارها بهدف تيسير الانتقال قدر الإمكان بالنسبة للإدارة القادمة، وحازت على تقدير فريق عمل أوباما والخبراء الخارجيين على حد سواء. وطبقًا لكل الروايات تقريبًا فقد سهّلت إدارة بوش عملية حصول المسؤولين الجدد على تصاريح أمنية وتمارين تدريبية مقررة لفريق الأمن القومي القادم لضمان استعدادهم لمواجهة أزمة محتملة في أول يوم في المنصب. جزء من هذا التعاون المعزز مطلوب بموجب القوانين الصادرة عن لجنة هجمات 11/9، في حين يرجع جزء منه إلى الصعوبة التي واجهتها إدارة بوش في انتقالها الخاص الذي استمر خمسة أسابيع فقط ورُئي أن ذلك كان ذا تأثير ضار على قدرة بوش على الحكم. وقال ستيفن هيس من مؤسسة بروكينغز «لا أعتقد أنني صادفت إدارة منتهية الولاية تعمل جاهدةً هكذا في قول الأشياء الصحيحة، هذا أمر جدير بالتذكر حقًا».

### الاستقالة من مجلس الشيوخ
في وقت انتخابهما، كان الرئيس المنتخب أوباما ونائب الرئيس المنتخب جو بايدن عضوين في مجلس الشيوخ تمثيلًا عن ولاية إلينوي وديلاوير على التوالي. ووفقًا للمادة الأولى، الباب السادس من دستور الولايات المتحدة، طُلب منهما أن يستقيلا من مقعديهما في مجلس الشيوخ في 20 يناير 2009 أو قبل ذلك، لكي يصبحا رئيسًا ونائبًا للرئيس.

#### انتقال أوباما في مجلس الشيوخ
استقال أوباما من مجلس الشيوخ اعتبارًا من 16 نوفمبر 2008. في البداية، كان من المعتقد أن بديله سيُعيَّن من قِبل حاكم ولاية إلينوي رود بلاغويفيتش. وبما أن مدة العضوية تنتهي في يناير 2011، ستجري عملية انتخاب طبيعي عام 2010 دون الحاجة إلى انتخابات تكميلية. وكان من المتوقع أن يقوم بلاغويفيتش بتسمية خليفة أوباما المباشر في مجلس الشيوخ بحلول 3 يناير 2009. لكن في 9 ديسمبر 2008، باتت خلافة أوباما في مجلس الشيوخ موضعًا للشك إثر اعتقال بلاغويفيتش بتهم فساد فيدرالية تضمنت مزاعم عن محاولة بيع المنصب. على الرغم من وضعه رهن الحجز الفيدرالي وإطلاق سراحه بكفالة قدرها 4500 دولار، فإن الحاكم بلاغويفيتش استمر بامتلاك السلطة الوحيدة لتسمية المنصب طوال فترة وجوده في المنصب. العديد من الديمقراطيين، بما في ذلك السيناتور ديك دوربين، طلبوا من جمعية إلينوي العامة تحديد موعد لانتخابات خاصة بدلًا من ذلك. عيّن بلاغويفيتش رولاند بوريس لملء مقعد أوباما الشاغر.
دعا أوباما عبر ناطقه الرسمي إلى استقالة بلاغويفيتش في 10 ديسمبر. ولو استقال بلاغويفيتش أو أُقيل من منصبه قبل ملء المنصب، ينتقل الواجب إلى نائب حاكم إلينوي بات كوين، الذي سيخلف بلاغويفيتش حاكمًا. ومع ذلك، صرّح رئيس مجلس شيوخ إلينوي إميل جونز إنه سيدعو مجلس الشيوخ مرة أخرى إلى جلسة لكتابة قانون من شأنه أن يؤدي إلى تحديد بديل أوباما عبر انتخابات خاصة.